# Walter Bini
Walter Bini, S.D.B. (São Paulo, 31 de maio de 1930 - Lins, 17 de junho de 1987) foi um bispo católico brasileiro.
Nasceu na cidade de São Paulo, no dia 31 de maio de 1930, filho de Aurélio Bini e de Adalgisa Amaud Bini. 
Frequentou o Oratório e o Colégio Salesiano da Mooca em São Paulo, indo em 1940 para o Aspirantado da Congregação Salesiana em Lorena. Cursou filosofia em Lorena e fez o noviciado em Pindamonhangaba tendo feito ali sua profissão religiosa a 21 de janeiro de 1947. 
Especializou-se em filosofia no Pontifício Ateneu Salesiano, em Turim. Cursou Teologia no Instituto Teológico Pio XI e na Faculdade de Teologia Nossa Senhora da Assunção do Ipiranga ambos em São Paulo. 
Foi ordenado sacerdote pelo Bispo de Guarulhos, Dom Paulo Rolim Loureiro, no dia 8 de dezembro de 1959. Dom Walter era doutor em Filosofia, licenciado em Teologia, com especialização no campo da Pedagogia.
Foi professor e orientador dos estudantes salesianos de Filosofia e de Teologia e mais tarde Diretor do Instituto Teológico Pio XI, em São Paulo. Provincial da Inspetoria Salesiana de Mato Grosso, foi, em 1977, eleito para o Conselho Superior da Congregação, em Roma na qualidade de Conselheiro Regional da Região do Atlântico. 
Foi, nomeado pelo Papa João Paulo II, Bispo Diocesano de Lins, a 14 de março de 1984 e sagrado pelo Cardeal de São Paulo, Dom Paulo Evaristo Arns, pelo Arcebispo de Botucatu, Dom Vicente Marchetti Zioni e pelo seu antecessor em Lins e por Dom Luiz Colussi, na Igreja Nossa Senhora Auxiliadora de São Paulo, no dia da festa da Auxiliadora, dia 24 de maio de 1984. Tomou posse da Diocese na Catedral de Santo Antônio de Lins, na Festa de São Pedro e São Paulo, dia 29 de junho de 1984. 
O seu brasão de armas era uma cruz atravessando chamas, contra um campo cor de sangue, com o lema "CREDIDIMUS CARITATI (Nós acreditamos na caridade), síntese de seu propósito como Bispo e resumo de sua vida.
Na Assembléia Geral da CNBB, em ltaicí, no mês de abril de 1985, Dom Walter foi eleito para a CEP (Comissão Episcopal de Pastoral) da CNBB, como encarregado da linha 3, Catequese em nível nacional. Como Bispo, dedicou-se ao extremo aos seminaristas da Diocese, acompanhando-os e visitando-os em Lins, Marília, São Paulo e Petrópolis.
Preocupado com a situação social e política, emprestou, desde o início, o seu apoio à mobilização popular em prol dos trabalhos da Constituinte. Visitou, confortou e animou os trabalhadores rurais acampados na Diocese. Dom Walter não chegou a completar seu terceiro ano de Episcopado. Sua bondade e serenidade, inteligência e vida interior foram aplicadas com zelo e dedicação à pastoral.
Faleceu no dia 17 de junho de 1987, vítima de acidente do carro perto da cidade de Echaporã, Diocese de Lins, Rodovia SP 143.